# Juegos de la Mancomunidad de 1982
Los XII Juegos de la Mancomunidad se celebraron en Brisbane (Australia), del 30 de septiembre al 9 de octubre de 1982, bajo la denominación Brisbane 1982.

Participaron un total de 1580 deportistas representantes de 45 países miembros de la Mancomunidad de Naciones. El total de competiciones fue de 143, repartidas en 12 deportes.

## Medallero
| Núm. | País              | Oro | Plata | Bronce | Total |
| ---- | ----------------- | --- | ----- | ------ | ----- |
| 1    | Australia         | 39  | 39    | 29     | 107   |
| 2    | Inglaterra        | 38  | 38    | 32     | 108   |
| 3    | Canadá            | 26  | 23    | 33     | 82    |
| 4    | Escocia           | 8   | 6     | 12     | 26    |
| 5    | Nueva Zelanda     | 5   | 8     | 13     | 26    |
| 6    | India             | 5   | 8     | 3      | 16    |
| 7    | Nigeria           | 5   | 0     | 8      | 13    |
| 8    | Gales             | 4   | 4     | 1      | 9     |
| 9    | Kenia             | 4   | 2     | 4      | 10    |
| 10   | Bahamas           | 2   | 2     | 2      | 6     |
| 11   | Jamaica           | 2   | 1     | 1      | 4     |
| 12   | Tanzania          | 1   | 2     | 2      | 5     |
| 13   | Malasia           | 1   | 0     | 1      | 2     |
| 14   | Fiyi              | 1   | 0     | 0      | 1     |
| 14   | Hong Kong         | 1   | 0     | 0      | 1     |
| 14   | Zimbabue          | 1   | 0     | 0      | 1     |
| 17   | Irlanda del Norte | 0   | 3     | 3      | 6     |
| 18   | Uganda            | 0   | 3     | 0      | 3     |
| 19   | Zambia            | 0   | 1     | 5      | 6     |
| 20   | Guernsey          | 0   | 1     | 1      | 2     |
| 21   | Bermudas          | 0   | 0     | 1      | 1     |
| 21   | Singapur          | 0   | 0     | 1      | 1     |
| 21   | Suazilandia       | 0   | 0     | 1      | 1     |
|      | TOTAL             | 143 | 141   | 153    | 437   |

| Predecesor: Edmonton 1978 | XII Juegos de la Mancomunidad 1982 | Sucesor: Edimburgo 1986 |